# سویت واتر (آلاباما)
سویت واتر (به انگلیسی: Sweet Water) یک شهر در ایالات متحده آمریکا است که در شهرستان مرنگو، آلاباما واقع شده‌است. سویت واتر ۵٫۲۴ کیلومتر مربع مساحت و ۲۵۸ نفر جمعیت دارد و ۵۶٫۰۸ متر بالاتر از سطح دریا واقع شده‌است.